# Sext Peduceu (tribú)
Sext Peduceu (en llatí Sextus Peducaeus) va ser un polític romà. Portava el cognomen de Peduceu, que va aparèixer al darrer segle de la República Romana.
Quan era tribú de la plebs l'any 113 aC, va fer aprovar un decret que nomenava a Luci Cassi Longí Ravil·la comissionat especial per investigar el càrrec d'incest aixecat contra les verges vestals Licíniai Màrcia, que havien estat absoltes pel col·legi de Pontífexs. Una altra vestal, Emília, ja havia estat condemnada a mort pels mateixos fets.